# Utricularia pentadactyla
Utricularia pentadactyla är en tätörtsväxtart som beskrevs av Peter Geoffrey Taylor. Utricularia pentadactyla ingår i släktet bläddror, och familjen tätörtsväxter. Inga underarter finns listade i Catalogue of Life.